# Rijksbeschermd gezicht Breda (uitbreiding)
Gezicht Breda (uitbreiding) is een van rijkswege beschermd dorpsgezicht in de Binnenstad en verder zuidelijk via de Baronielaan richting het Mastbos in Breda in de Nederlandse provincie Noord-Brabant. De procedure voor aanwijzing werd gestart op 27 maart 2009. Het gebied is op 13 maart 2013 definitief aangewezen. Het beschermd gezicht beslaat een oppervlakte van 198,5 hectare.
Panden die binnen een beschermd gezicht vallen krijgen niet automatisch de status van beschermd monument. Wel zal de gemeente het bestemmingsplan aanpassen om nieuwe ontwikkelingen in het gebied te reguleren. De gezichtsbescherming richt zich op de stedenbouwkundige en cultuurhistorische waardering van een gebied en wil het toekomstig functioneren daarvan veiligstellen.